# Movimenti rivoluzionari russi del XIX secolo

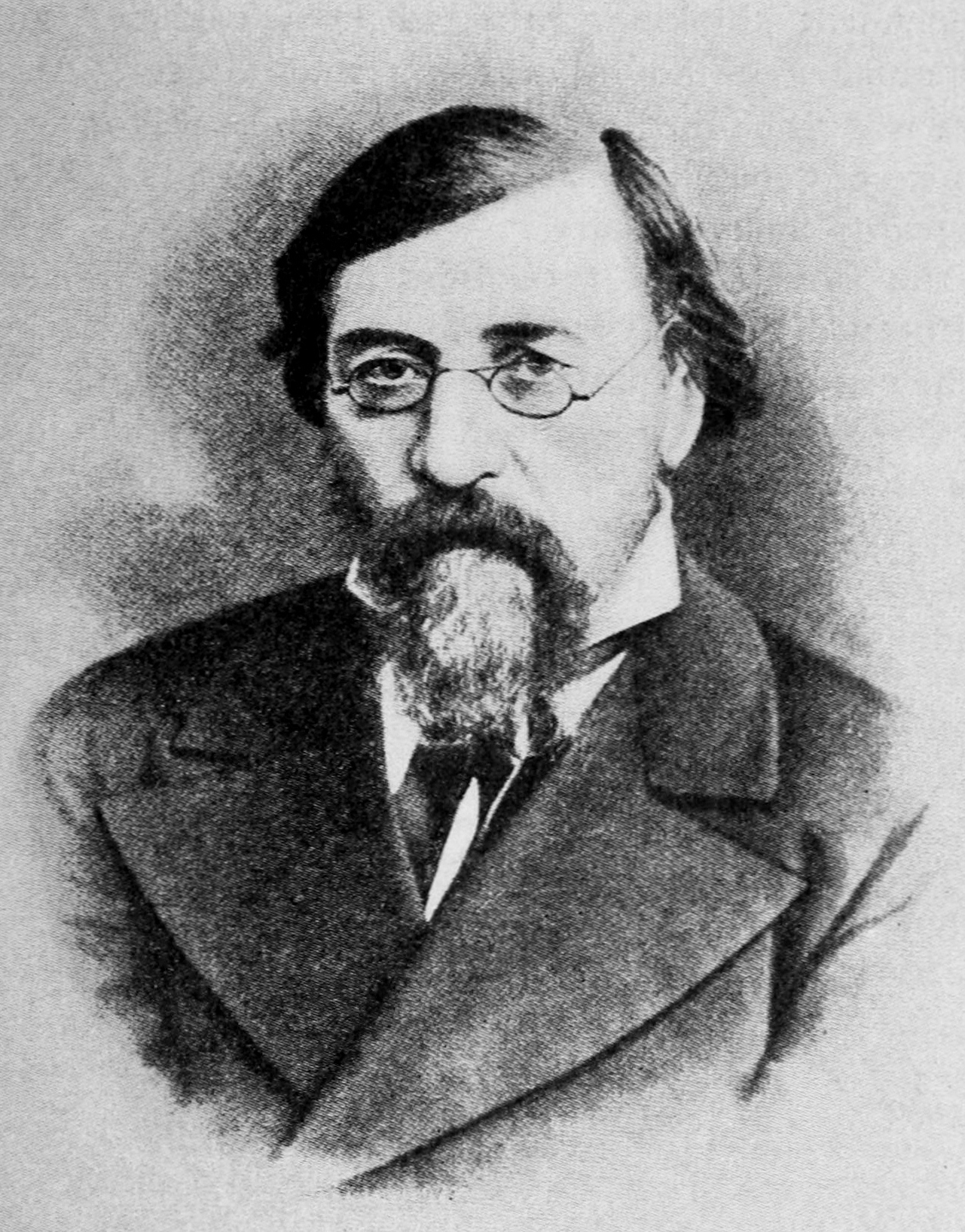
Nikolaj Gavrilovič Černyševskij

Le riforme di Alessandro II ed in particolar modo l'attenuazione delle censura incoraggiò il dibattito politico e sociale. Il regime sperava così di ottenere attraverso l'influenza che i giornali e gli altri periodici avevano sull'opinione pubblica l'appoggio la sua politica interna ed estera. Questa maggior libertà permise anche a tutti gli oppositori del regime sia progressisti che nazionalisti di portare a conoscenza di un maggior numero di persone le loro opinioni che denunciavano l'imperialismo dello stato e le condizioni di vita dei contadini e degli operai, o che chiedevano una politica estera più aggressiva.
Tra il 1860  e il 1880 i radicali russi, meglio conosciuti come populisti (narodniki), focalizzarono la loro attenzione sui ceti contadini che essi identificarono come il popolo (narod). Tra i leader populisti vi erano scrittori, idealisti ed anche sostenitori di linee d'azione più determinate come i nichilisti. Nel 1860, Nikolaj Černyševskij, il più popolare scrittore populista del periodo, ipotizzò che la Russia potesse scavalcare la fase capitalista e dirigersi direttamente verso il socialismo.
La sua più importante opera Che fare? (1861) suggerisce la come risposta alla sua domanda il lavoro rivoluzionario tra i contadini in modo da creare una nuova generazione di rivoluzionari. Altri radicali come gli anarchici Michail Bakunin e Sergej Nečaev spingono per l'azione diretta. Il pubblicista Pëtr Tkačëv polemizzava con in fautori del Marxismo affermando che una rivoluzione di popolo non fosse possibile in Russia a causa dell'ignoranza delle masse, in cui Tkačëv non riponeva alcuna fiducia, e quindi era necessario educare una élite rivoluzionaria composta di soli intellettuali.
Contestando questa visione Pëtr Lavrov fece un appello "per il popolo" seguendo il quale negli anni 1873 e 1874 centinaia di idealisti si recarono nelle campagne nel tentativo di creare un movimento di massa tra i contadini. La campagna fallì a causa della diffidenza dei contadini per tutto ciò che veniva dalla città ed anche perché il governo incominciò a ritenere pericolose tali attività dei populisti arrestando molti di loro e deportandoli in Siberia. I radicali riconsiderarono allora la loro strategia e nel 1876 formarono l'organizzazione detta Terra e Libertà (Zemlja i volja) che prendeva anche in considerazione per l'uso degli attentati nella lotta politica.
Questo orientamento divenne più marcato tre anni dopo quando il gruppo si ribattezzò Volontà del Popolo (Narodnaja Volja). Questo gruppo intendeva contrastare le azioni repressive del governo colpendo direttamente, attraverso attentati alla loro vita, i responsabili. Si trattava di vere e proprie condanne a morte spesso preannunciate a scopo di deterrente. Anche lo stesso Zar venne ritenuto responsabile delle repressioni e vari furono gli attentati alla sua vita fino a quello definitivo del 1881 in cui Alessandro II perse la vita. Nel 1879 Georgij Plechanov aveva costituito, all'interno di Terra e Libertà, il gruppo Ripartizione nera (Čërnyj Peredel).
Questo nome fa riferimento alla necessità di distribuire le terre fertili - le «terre nere», in russo - ai contadini. Questo gruppo si avvicinò progressivamente allo studio del marxismo cercando di adattarne i dettami a una società pre-capitalista. Volontà del Popolo continuò la sua attività clandestina e nel 1887 un suo membro, Aleksandr Il'ič Ul'janov, partecipò a un complotto per uccidere lo zar Alessandro III. L'attentato fu sventato e i suoi organizzatori furono arrestati e giustiziati. La morte di Aleksandr impressionò grandemente il fratello Vladimir che, influenzato dagli scritti di Černyševskij, si unì anch'esso a Volontà del Popolo per poi iniziare lo studio del marxismo influenzato dalle idee di Plechanov: poco dopo iniziò l'attività clandestina usando lo pseudonimo di Lenin.